# Kanoistika na Letních olympijských hrách 1972 – C2 slalom muži
Závod ve vodním slalomu C2 mužů na Letních olympijských hrách 1972 se konal na kanále v Augsburgu dne 30. srpna 1972. Z československých závodníků se jej zúčastnily dvojice Gabriel Janoušek+Milan Horyna (11. místo), František Kadaňka+Antonín Brabec (10. místo) a Zdeněk+Ladislav Měšťanovi (16. místo), zlatou medaili získali Východoněmci Walter Hofmann a Rolf-Dieter Amend.

## Výsledky
| Pořadí           | Jméno                                      | 1. jízda | Pen. | 2. jízda | Pen. | Nejlepší |
| ---------------- | ------------------------------------------ | -------- | ---- | -------- | ---- | -------- |
| Zlatá medaile    | Walter Hofmann a Rolf-Dieter Amend (GDR)   | 310,68   | 40   | 445,51   | 160  | 310,68   |
| Stříbrná medaile | Hans-Otto Schumacher a Wilhelm Baues (FRG) | 316,96   | 30   | 311,90   | 20   | 311,90   |
| Bronzová medaile | Jean-Louis Olry a Jean-Claude Olry (FRA)   | 362,04   | 40   | 315,10   | 10   | 315,10   |
| 4.               | Jürgen Kretschmer a Klaus Trummer (GDR)    | 329,57   | 30   | —        | —    | 329,57   |
| 5.               | Jan Frączek a Ryszard Seruga (POL)         | 366,21   | 40   | 386,78   | 70   | 366,21   |
| 6.               | Janez Andrijašič a Peter Guzelj (YUG)      | —        | —    | 368,01   | 50   | 372,88   |
| 7.               | Michael Reimann a Olaf Fricke (FRG)        | 371,86   | 70   | 510,00   | 200  | 371,86   |
| 8.               | Heimo Müllneritsch a Helmar Steindl (AUT)  | 375,14   | 70   | 456,72   | 160  | 375,14   |
| 9.               | Theo Nüsing a Hans Jakob Hitz (FRG)        | 386,67   | 80   | 414,38   | 90   | 386,67   |
| 10.              | František Kadaňka a Antonín Brabec (TCH)   | 388,88   | 80   | 462,33   | 150  | 388,88   |
| 11.              | Gabriel Janoušek a Milan Horyna (TCH)      | —        | —    | 402,30   | 80   | 402,30   |
| 12.              | Tom Southworth a John Burton (USA)         | 427,38   | 40   | 407,55   | 90   | 407,55   |
| 13.              | Jerzy Jeż a Wojciech Kudlik (POL)          | —        | —    | 416,10   | 50   | 416,10   |
| 14.              | Russ Nichols a John Evans (USA)            | 522,02   | 200  | 440,08   | 130  | 440,08   |
| 15.              | David Allen a Lindsay Williams (GBR)       | —        | —    | 447,08   | 80   | 447,08   |
| 16.              | Zdeněk Měšťan a Ladislav Měšťan (TCH)      | 449,10   | 130  | 459,00   | 140  | 449,10   |
| 17.              | Maciej Rychta a Zbigniew Leśniak (POL)     | 459,64   | 160  | 455,70   | 160  | 455,70   |
| 18.              | Jürgen Henze a Herbert Fischer (GDR)       | —        | —    | 508,44   | 200  | 508,44   |
| 19.              | Dušan Tuma a Franc Žitnik (YUG)            | 558,55   | 230  | —        | —    | 558,55   |
| 20.              | John Court a Jon Goodwin (GBR)             | —        | —    | —        | —    | DNS      |